# Jaap van Zweden
Jaap van Zweden est un violoniste et chef d'orchestre néerlandais, né à Amsterdam le 12 décembre 1960.

## Biographie
Jaap van Zweden commence sa carrière de musicien remarqué comme premier violon de l'Orchestre royal du Concertgebouw d'Amsterdam, de 1979 à 1995.
C'est en 1996 qu'il se tourne vers la direction d'orchestre. Comme chef d'orchestre, il dirige d'abord aux Pays-Bas, en Autriche, en Allemagne et au Japon, et fait une tournée avec l'Orchestre du Mozarteum de Salzbourg et l'Orchestre de chambre d'Israël.
De 1996 à 2000, il est chef principal de l'Orchestre symphonique des Pays-Bas (nl) à Enschede, et fait avec celui-ci une tournée en Angleterre et aux États-Unis.
En 2000, il prend la tête de l'Orchestre de la Résidence de La Haye, avec lequel il se produit au Japon, en Amérique du Sud, en Angleterre, en Autriche et en Hongrie. Il est depuis chef honoraire de cet orchestre.
Entre 2005 et 2013, Jaap van Zweden est chef principal et directeur artistique de l'Orchestre philharmonique de la radio néerlandaise dont il est devenu depuis chef principal honoraire.
De 2008 à 2011, il est chef principal de l'Orchestre royal des Flandres et directeur musical du Symphonique de Dallas dont il est ensuite chef émérite.
Depuis janvier 2012 il est directeur musical du Hong Kong Philharmonic et depuis 2018, également directeur musical du New York Philharmonic Orchestra, qu'il quittera fin 2024.
Outre ces fonctions, Jaap van Zweden mène une carrière internationale, soit en tournée avec l'un des orchestres dont il est le directeur, soit en dirigeant d'autres formations orchestrales telles que l'Orchestre de Paris, l'Orchestre royal du Concertgebouw, l'Orchestre du Gewandhaus, les Philharmoniques de Vienne et de Berlin, l'Orchestre symphonique de Londres (LSO), les Orchestres symphoniques de Chicago, de Cleveland ou le Philharmonique de Los Angeles.
Jaap Van Zweden a également dirigé des créations mondiales de Sarah Kirkland Snider, Gregory Spears, Joel Thompson, Joan Tower.
Avec l'Orchestre philharmonique de Hong Kong, il a dirigé la première tétralogie locale et en a réalisé un enregistrement pour Naxos. Ses performances dans l'opéra avec l'Orchestre philharmonique de New York dans Lohengrin et Die Meistersinger von Nurnberg, ont également été enregistrées en CD.
En 2024, il est nommé directeur musical de l'Orchestre philharmonique de Radio France à compter du 1er septembre 2026.